# Khaled Mohamed Saïd
Khaled Mohamed Saïd (en árabe: خالد محمد سعيد AFI: [ˈxæːled mæˈħæmːæd sæˈʕiːd]) (1982 - 2010) fue un joven egipcio que murió asesinado a golpes por dos agentes de la policía en el barrio de Sidi Gaber, en Alejandría, el 6 de junio de 2010. Su asesinato generó protestas, la creación de un grupo en Facebook en su memoria y en contra de la tortura, y todo ello contribuyó a encender el movimiento político (la llamada Revolución egipcia) que terminó por derrocar, el 11 de febrero de 2011, al entonces presidente Hosni Mubarak.

## Biografía
Saeed fue criado por su madre y su familia cercana después del fallecimiento de su padre, acaecida cuando todavía él era pequeño. Interesado en las computadoras, estudió programación en los Estados Unidos. También amaba la música y estuvo componiendo una pieza musical antes de su muerte.

### Su muerte
El 6 de junio de 2010, cuando Saïd estaba en un cibercafé cerca de su casa, dos detectives de la comisaría de Sidi Gaber llegaron al lugar y lo arrestaron, empezaron a golpearle y a romperle objetos encima mientras era llevado fuera hasta su coche patrulla.
Varios testigos afirmaron que Saïd fue golpeado hasta la muerte por la policía, pero la policía informó que Saïd se había asfixiado en un intento de ingerir un paquete de hachís, apoyados por dos informes de autopsias realizados por las autoridades forenses. Luego, dos oficiales de la policía fueron arrestados durante cuatro días mientras se les interrogaba acerca de la paliza que presuntamente dieron a Saïd. Sus familiares declararon que fue "torturado hasta morir" porque el poseía material videográfico en el que aparecían miembros de la policía implicados en contrabando de narcóticos.
Ayman Fouda, exjefe médico forense de Egipto, interrogado acerca de cuál era el procedimiento adecuado que debió haberse llevarse a cabo en la autopsia de Saïd, señaló: que el "tipo de lesiones" que mostraba Saïd debieron haberse investigado y que su cerebro debió haber sido examinado para averiguar si tenía contusiones, ya que el médico que había realizado la autopsia no había hecho ningún examen.

## Consecuencias
La fotografía del cadáver de Saïd fue publicada en Internet en junio de 2010 (su hermano le tomó fotos al cadáver), lo que terminó por generar una gran protesta y la creación de una página conmemorativa en Facebook que atrajo a cientos de miles de seguidores. Debido a la numerosas críticas que recibió el gobierno por parte de la comunidad internacional y a la conmoción causada por la fotografía, el gobierno se vio obligado a enjuiciar a los dos detectives implicados en su muerte.

### Protestas

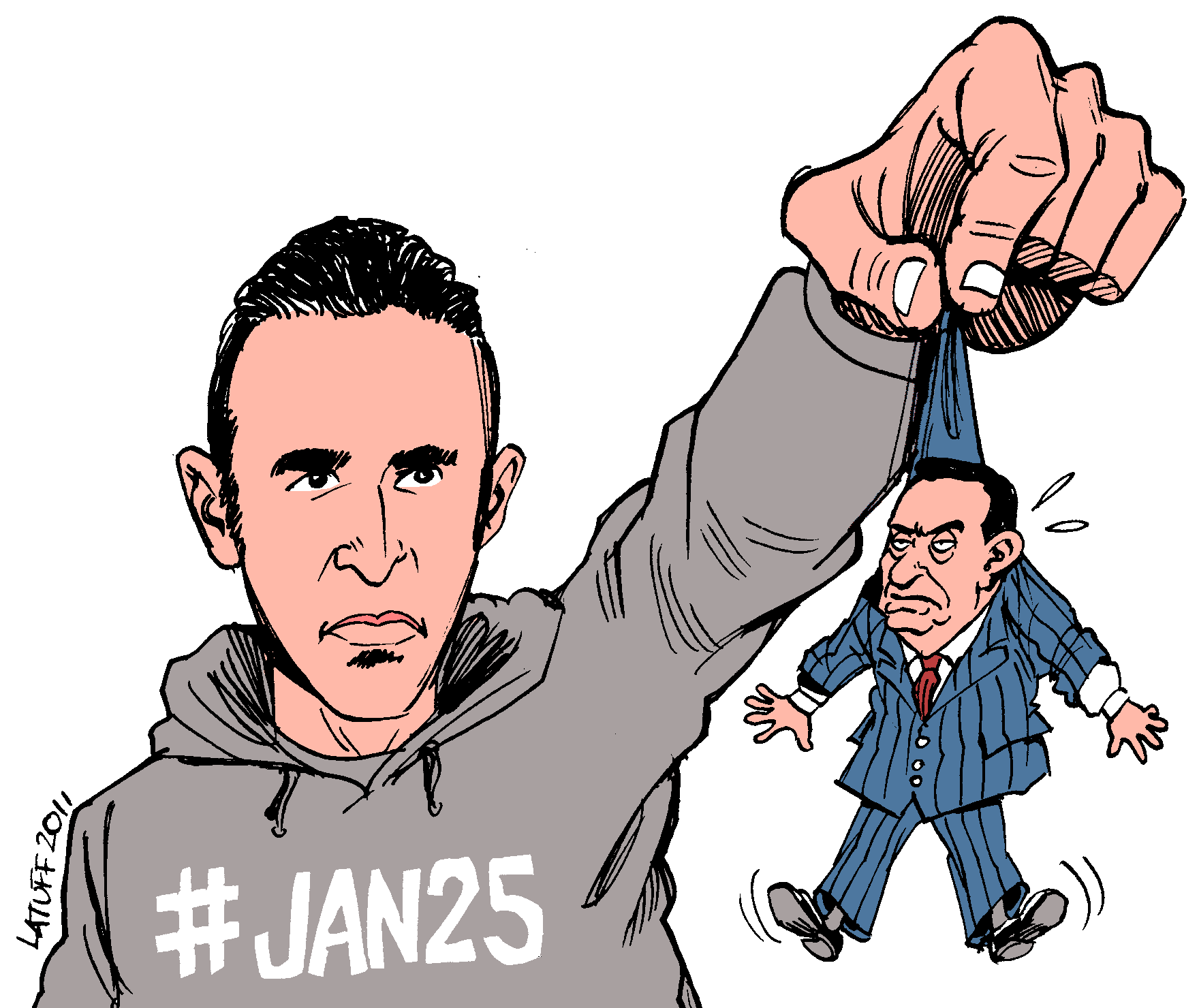
Caricatura política de Saïd y Hosni Mubarak, publicada durante la Revolución egipcia.

El 25 de enero de 2010, Mohamed ElBaradei, ex director general del Organismo Internacional de Energía Atómica, encabezó un mitin en Alejandría en contra de los presuntos abusos de la policía y visitó a la familia Saïd para ofrecer sus condolencias.(en inglés) En la Plaza de la Liberación de El Cairo y en la Embajada Egipcia en Londres se llevaron a cabo protestas relacionadas con la muerte de Saïd. Treinta manifestantes en la Plaza de la Liberación fueron detenidos por oficiales de la Central de Seguridad y el resto fue dispersado.

### Investigación y juicio de los agentes de policía
La investigación sobre la muerte de Saeed arrojó 300 documentos, análisis y testimonios que informaron la decisión de acusar a los dos agentes de policía, Mahmoud Salah Mahmoud y Awad Ismael Suleiman, en un tribunal penal por uso de violencia y detención injustificada de la víctima. Fueron detenidos en julio de 2010 y el juicio comenzó ese mismo mes, pero luego fue pospuesto hasta febrero de 2011, momento en el que fue pospuesto nuevamente.
El 24 de septiembre de 2011, el tribunal penal de Alejandría aplazó el juicio hasta el 22 de octubre de 2011, ya que el juez Moussa al-Nahrawy decidió posponer el caso para permitir que tanto los abogados del demandante como los acusados revisaran el informe de un tercer comité forense, cuya formación el tribunal había ordenado en junio de 2011.
El 26 de octubre de 2011, ambos acusados fueron declarados culpables de homicidio y condenados a siete años. Activistas de derechos humanos, como la Organización Egipcia de Derechos Humanos, se opusieron a las breves sentencias. Los dos agentes fueron declarados culpables de uso excesivo de fuerza que mató a Saeed, pero no fueron declarados culpables del cargo más grave de "tortura con el fin de matar", que es un delito capital. Organizaciones como el Movimiento Juvenil 6 de Abril y la Unión Juvenil Revolución 25 también criticaron el veredicto por su indulgencia. Tanto la fiscalía como la defensa apelaron la sentencia y se ordenó un nuevo juicio. El 3 de marzo de 2014, el tribunal penal de Alejandría aumentó la pena en tres años y condenó a los dos agentes de policía a diez años de prisión.